# Glokalizacija
Glokalizacija (engl. Glocalisation) predstavlja sociološki pojam integracije i interakcije globalizacije i lokalizacije sa jedinstvenim ishodima u različitim geografskim područjima.
Glokalizacija je često praćena grokalizacijom.

## Spoljašnje veze
- Global Change exhibition (May, 1990), and the poster on local and global change  which a year later was the title for the "Local and Global Change" exhibition (1991)
- Glocalisation of Bulgarian fashion in 2005 by Lubomir Stoykov
- Article on OECD report
- Wal-Mart: a Glocalized company Архивирано на веб-сајту  (11. март 2012)
- The process of the internationalization of the firm: The glocal strategy of McDonald’s